# Ćwiczenie taktyczne ze strzelaniem
Ćwiczenie taktyczne ze strzelaniem amunicja bojową – najbardziej realistyczna forma szkolenia dowództw i wojsk w praktycznym dowodzeniu i kierowaniu ogniem wszystkich środków ogniowych i wspierających w czasie przygotowania i prowadzenia walki. Są to ćwiczenia jednostronne, zawsze wieloszczeblowe.

## Charakterystyka
Celem ćwiczeń taktycznych ze strzelaniem jest doskonalenie dowództw w organizowaniu systemu ognia i kierowaniu nim w walce oraz zgranie systemu ognia pododdziałów (oddziałów) w różnych rodzajach działań.
Istotą  ćwiczeń jest to, że dowództwa oprócz realizacji zadań taktycznych przez ćwiczące pododdziały (oddziały), praktycznie kierują systemem ognia wszystkich środków ogniowych i wspierających.
Treścią ćwiczeń taktycznych ze strzelaniem jest praktyczne wykonywanie zadań taktycznych i ogniowych wynikających z sytuacji na polu walki, rodzaju działań, a także organizacja i kierowanie systemem ognia, doskonalenie znajomości zasad i warunków strzelania oraz warunków bezpieczeństwa, przygotowanie uzbrojenia i sprzętu do strzelania.

## Kierowanie strzelaniem podczas ćwiczenia taktycznego
W celu realizacji ćwiczenia taktycznego ze strzelaniem, oprócz osoby funkcyjnej odpowiedzialnej za sprawy taktyczne i ogniowe, wyznacza się rozjemców ogniowych. Do przeprowadzenia ćwiczenia ze strzelaniem wykorzystuje się schemat sytuacji tarczowej. Ćwiczenia te mogą również odbywać się z wykorzystaniem laserowych symulatorów strzelań.
Strzelanie podczas ćwiczenia taktycznego stanowić powinno odrębny element organizacyjny ćwiczenia. Wyodrębnienie tej fazy ćwiczenia jest konieczne ze względu na przestrzeganie warunków bezpieczeństwa oraz nie zakłócanie dynamiki ćwiczenia. Z chwilą przybycia strzelających pododdziałów do rejonu strzelania, powinna rozpocząć się realizacja przedsięwzięć związanych z wykonaniem strzelania: załadowanie amunicji, zorganizowanie systemu łączności na czas strzelania i ubezpieczenie poligonu.
Strzelające pododdziały po przekroczeniu rubieży otwarcia ognia samodzielnie ładują broń i prowadzą ogień do poszczególnych celów (w MW – wydzielone siły po zajęciu pozycji ogniowych na sygnał kierownika strzelania prowadzą ogień do wyznaczonych celów lub w naznaczonym kierunku lub namiarze strzelania).